# 中国国家交响乐团
中国国家交响乐团（China National Symphony Orchestra，CNSO），是中华人民共和国文化部直属的音乐表演团体，也是中国最优秀的职业交响乐团之一。其前身是成立于1956年的中央乐团，1996年重组后更名为中国国家交响乐团。乐团驻地为北京音乐厅。

## 音乐影响
中国交响乐团主要演奏古典主义、浪漫主义和近、现代交响乐等中外经典音乐作品，其中许多作品由乐团在中国及世界首演。中国交响乐团经常在国内进行广泛的巡演，足迹遍及全国 30个省和自治区的40余座城市及香港、澳门地区。国外巡演也日益频繁，先后出访过欧洲、美洲、亚洲及南美洲的许多国家。此外，中国交响乐团亦致力于提高专业水准、辅助音乐教育及师资培训、普及交响乐知识、鼓励和推广中国交响乐创作、拓展国内外音乐舞台、促进海内外音乐艺术交流等方面工作，在弘扬和发展中国交响音乐艺术方面一贯起着主导作用。

## 历史
1956年7月，时任中国文化部副部长的刘芝明出席中央歌舞团分团大会，宣布由中央歌舞团管弦乐队，合唱队组建的中央乐团成立。自此中央乐团在“百花齐放，百家争鸣”的方针下开始了发展历程。 
1961年，苏联指挥家阿诺索夫访华指挥乐团演出了“贝多芬第九交响曲”等曲目，在三年困难时期仍坚持演出。 1966年在农村掀起了“社会主义教育运动”，中央乐团以工作组的身份到陕西蓝田搞运动，自此结束了全部业务工作。其后文化大革命运动开始。
文革结束后，文化部在1978年3月深入批判“四人帮”时，改组中央乐团领导班子。
1996年，经文化部报请国务院批准，在原中央乐团基础上重新组建中国交响乐团，并对原来乐团的体制进行了重大改革，实行公开招聘，严格考评，竞争上岗，全员聘任机制。在艺术上首次建立了与世界职业乐团同步的全年度音乐季演出机制，成为一个规范化的职业演出团体。
2010年，乐团将于12月30日在人民大会堂首次演出自有品牌新年音乐会“中国之声”，此外，乐团还在12月12日举行首个公众开放日，54年来首次与乐迷零距离接触。

## 主要成员
- 党委书记：周宇
- 团长兼首席指挥：李心草[8]
- 荣誉艺术指导：谭盾
- 荣誉指挥：汤沐海
- 特邀指挥：陈燮阳
- 首席客座指挥：谭利华

## 合唱团
中国交响乐团还拥有一个具同样悠久历史的合唱团，成立于1949年，原为中央音乐学院音乐工作团, 1956年与交响乐团组成中央乐团，现改名为中国交响乐团合唱团，经常到全国及世界各地巡回演出，为电影、电视录制音乐，为电台及唱片公司录制曲目。目前拥有成员60名，均是国内各高等音乐学院的优秀毕业生。 中国交响乐团是中国唯一拥有合唱团的职业交响乐团，其演出一般也均列入中国交响乐团演出季的演出中。